# 拉沙佩勒-昂拉费
拉沙佩勒-昂拉费（法語：La Chapelle-en-Lafaye）是法国卢瓦尔省的一个市镇，属于蒙布里松区和蒙布里松县。该市镇总面积8.99平方公里，2009年时的人口为129人。

## 人口
拉沙佩勒-昂拉费人口变化图示